# Eberhard zu Stolberg-Wernigerode

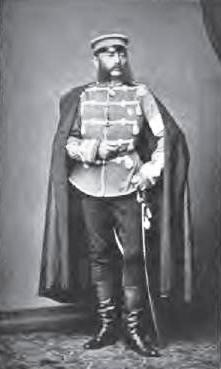
Fotografie von Graf Eberhard zu Stolberg-Wernigerode

Graf Eberhard zu Stolberg-Wernigerode (* 11. März 1810 in Peterswaldau, Kreis Reichenbach, Provinz Schlesien; † 8. August 1872 in Johannisbad, Bezirk Traunenau, Königreich Böhmen) war deutscher konservativer Politiker und preußischer Staatsbeamter.

## Leben

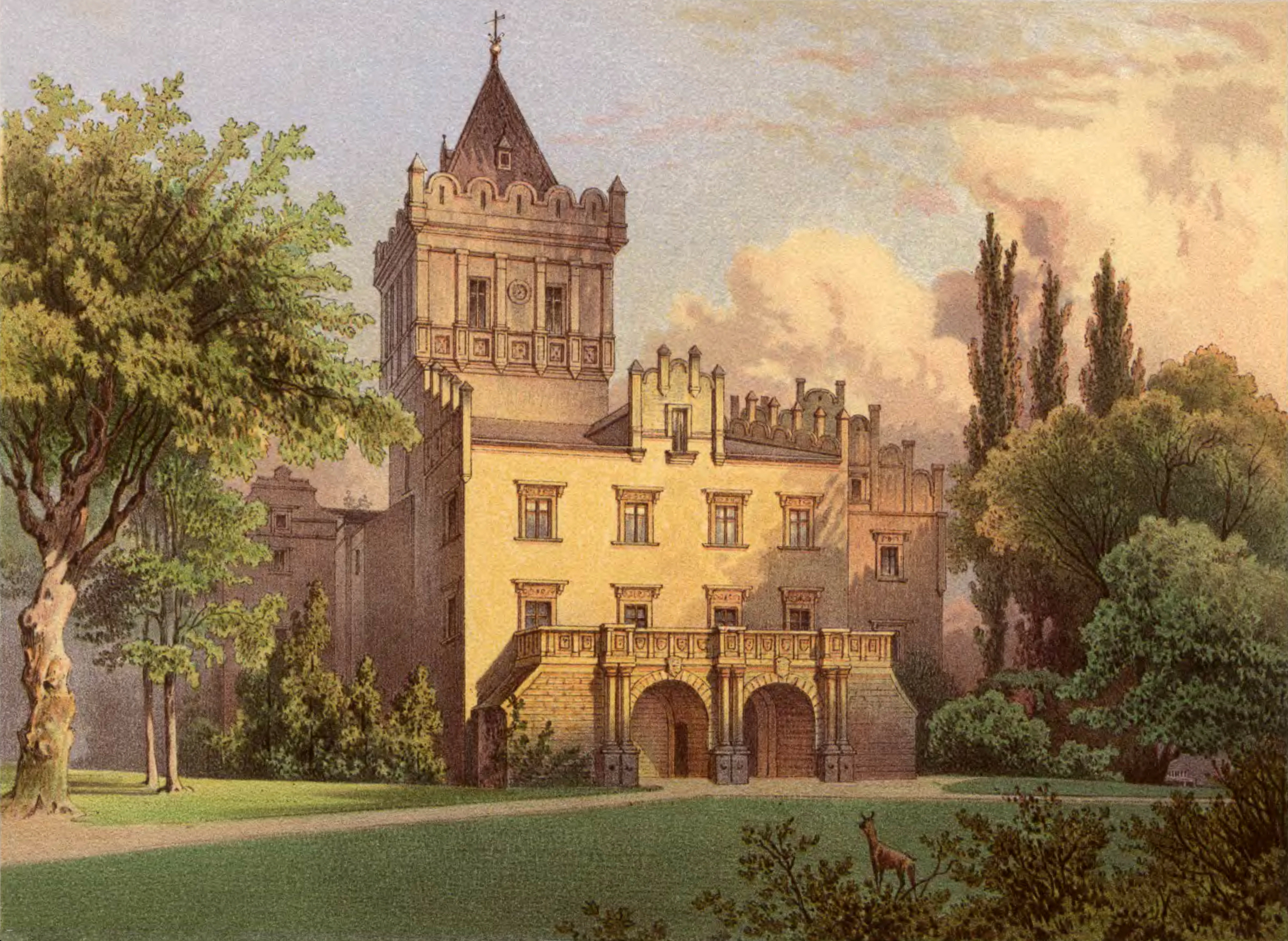
Schloss Kreppelhof um 1873/74, Sammlung Alexander Duncker

Eberhard war der älteste Sohn des Grafen Anton zu Stolberg-Wernigerode und seiner Ehefrau Luise, geborene Freiin von der Recke. Er wuchs auf dem Schloss Kreppelhof, Kreppelhof, in Schlesien auf. Seine erste Erziehung erhielt er durch Hauslehrer. Später besuchte er die Lehranstalt in Bunzlau und das Gymnasium in Glogau.
Im Jahr 1830 trat er in die Preußische Armee ein und diente im 2. Garde-Ulanen-Regiment. Stolberg-Wernigerode wurde 1836 zweiter persönlicher Adjutant von Prinz Wilhelm von Preußen. Im Jahr 1841 wurde er zum Premierleutnant befördert.
Stolberg-Wernigerode war seit dem 26. Mai 1842 mit Marie Wilhelmine Johanna (1822–1903), Tochter des Prinzen Heinrich LX. Reuß jüngere Linie, verheiratet. Die Hochzeit fand in Klemzig in der Neumark, dem Gut ihrer Eltern, statt.  Die Ehe blieb kinderlos. Der Besitz fiel nach seinem Tod an seinen Neffen, Graf Udo zu Stolberg-Wernigerode.
Nach seiner Hochzeit schied er als Rittmeister 1842 aus dem aktiven Militärdienst aus. Im Jahr 1847 war er Mitglied des Vereinigten Landtages. Auf diesem lernte er Otto von Bismarck kennen und blieb diesem auch weiterhin verbunden. Während der Revolution von 1848/49 war er in antirevolutionären politischen Kreisen aktiv. Kirchlich stand er den streng lutherischen Kreisen innerhalb der preußischen Union nahe. Im Jahr 1849 wurde er gleich von vier Kreisen in Schlesien in die zweite Kammer des preußischen Landtages gewählt. Im Kreis Landshut wurde er auch zum Landrat gewählt. Dieses Amt bekleidete er zehn Jahre lang.
1852 war er am Duell Vincke–Bismarck als Zeuge beteiligt. Nach dem Tod seines Vaters 1854 wurde er Majoratsherr der Herrschaft Kreppelhof. Im Jahr 1853 wurde er Mitglied des Preußischen Herrenhauses. Kurze Zeit später war er Vizepräsident und ab 1862 Präsident des Hauses. Diese Position übte er bis zu seinem Tod aus.
Er war Mitbegründer und 1861/62 erster Vorsitzender des konservativen preußischen Volksvereins. Zwischen 1867 und 1869 war er Mitglied im Reichstag des Norddeutschen Bundes. Dort gehörte er den Konservativen an. Von 1869 bis 1872 war er als Oberpräsident der preußischen Provinz Schlesien tätig.
Stolberg-Wernigerode wurde 1852 zum Kanzler, also Ordensbeamter, des protestantischen Zweiges des Malteserordens, dem Johanniterorden, ernannt. Im Jahr 1856 wurde er Commendator für Schlesien. Während des Deutsch-Dänischen Krieges von 1864 stellte er den Orden in den Dienst der Armee. So wurden Lazarette in Altona, Flensburg und Kolding errichtet. Im Jahr 1866 wurde er zum Militär-Inspekteur der freiwilligen Krankenpflege (Sitz: Berlin) ernannt. Er machte selbst den Feldzug von 1866 in Böhmen mit. Eine ähnliche Funktion lehnte er während des Krieges von 1870/71 ab. Im Januar 1871 reiste er nach Frankreich und überbrachte Wilhelm I. die Glückwünsche des preußischen Herrenhauses.
Er trug den Titel eines königlich-preußischer Wirklichen Geheimer Rates. Außerdem war er Generalleutnant à la suite der Armee und ab 1869 erster Oberjägermeister und Chef des Königlichen Jagdamtes.